# Relais 4 x 100 mètres nage libre masculin aux Jeux olympiques d'été de 2020
Navigation
Rio 2016 Paris 2024
Le relais 4 × 100 m nage libre hommes est une épreuve des Jeux olympiques d'été de 2020 qui a eu lieu entre les 25 et 26 juillet au Centre aquatique olympique de Tokyo. Il s'agit de la treizième édition de cette épreuve qui est apparue pour la première fois lors des Jeux olympiques d'été de 1964.

## Records
Avant cette compétition, les records dans cette discipline étaient :
| Record du monde  | 3:08.24 | États-Unis | 11 août 2008 | Pékin, Chine |
| Record olympique | 3:08.24 | États-Unis | 11 août 2008 | Pékin, Chine |

## Résultats

### Éliminatoires
Les huit meilleurs relais se qualifient pour la finale et les Italiens, les Serbes et les Polonais améliorent leur record national durant les séries.
| Rang | Série | Ligne | Nom             | Nationalité                                                                                              | Temps   | Remarques |
| ---- | ----- | ----- | --------------- | --- | ------- | --------- |
| 1    | 1     | 5     | Italie          | Alessandro Miressi (47.46) Santo Condorelli (47.90) Lorenzo Zazzeri (47.29) Manuel Frigo (47.64)         | 3:10.29 | Q, RN     |
| 2    | 2     | 4     | États-Unis      | Brooks Curry (48.84) Blake Pieroni (47.71) Bowen Becker (47.59) Zach Apple (47.19)                       | 3:11.33 | Q         |
| 3    | 2     | 5     | Australie       | Cameron McEvoy (49.18) Zac Incerti (47.64) Alexander Graham (48.44) Kyle Chalmers (46.63)                | 3:11.89 | Q         |
| 4    | 1     | 6     | France          | Clément Mignon (48.58) Maxime Grousset (47.41) Charles Rihoux (48.27) Mehdy Metella (48.09)              | 3:12.35 | Q         |
| 5    | 1     | 3     | Brésil          | Breno Correia (48.67) Pedro Spajari (48.15) Gabriel Santos (48.43) Marcelo Chierighini (47.34)           | 3:12.59 | Q         |
| 6    | 2     | 6     | Hongrie         | Kristóf Milák (48.56) Szebasztián Szabó (48.44) Richárd Bohus (48.27) Nándor Németh (47.46)              | 3:12.73 | Q         |
| 7    | 2     | 2     | Canada          | Brent Hayden (48.51) Joshua Liendo (47.67) Ruslan Gaziev (49.04) Yuri Kisil (47.78)                      | 3:13.00 | Q         |
| 8    | 1     | 4     | ROC             | Vladislav Grinev (48.39) Andreï Minakov (47.48) Vladimir Morozov (48.13) Aleksandr Shchegolev (49.13)    | 3:13.13 | Q         |
| 9    | 2     | 3     | Grande-Bretagne | Matthew Richards (48.23) James Guy (48.03) Joe Litchfield (49.41) Jacob Whittle (47.50)                  | 3:13.17 |           |
| 10   | 1     | 7     | Serbie          | Velimir Stjepanović (48.74) Andrej Barna (47.50) Uroš Nikolić (48.94) Nikola Aćin (48.53)                | 3:13.71 | RN        |
| 11   | 1     | 8     | Pologne         | Karol Ostrowski (48.67) Kacper Majchrzak (49.02) Konrad Czerniak (48.51) Jakub Kraska (47.68)            | 3:13.88 | RN        |
| 12   | 2     | 1     | Pays-Bas        | Nyls Korstanje (49.15) Stan Pijnenburg (47.35) Thom de Boer (49.39) Jesse Puts (48.18)                   | 3:14.07 |           |
| 13   | 1     | 1     | Japon           | Katsumi Nakamura (48.56) Shinri Shioura (48.63) Akira Namba (48.66) Kaiya Seki (48.59)                   | 3:14.44 |           |
| 14   | 2     | 7     | Suisse          | Roman Mityukov (48.46) Nils Liess (49.17) Noè Ponti (48.62) Antonio Djakovic (48.40)                     | 3:14.65 |           |
| 15   | 1     | 2     | Grèce           | Andreas Vazaios (48.65) Kristian Gkolomeev (47.95) Odysseus Meladinis (49.69) Apostolos Christou (49.00) | 3:15.29 |           |
| 16   | 2     | 8     | Allemagne       | Damian Wierling (48.96) Marius Kusch (48.71) Christoph Fildebrandt (48.72) Jan Eric Friese (48.95)       | 3:15.34 |           |

### Finale
L'Italie, le Canada et la Hongrie améliorent leur record national durant cette finale.
| Rang                                | Ligne | Nom        | Nationalité                                                                                         | Temps   | Remarques |
| ----------------------------------- | ----- | ---------- | --------------------------------------------------------------------------------------------------- | ------- | --------- |
| Médaille d'or, Jeux olympiques      | 5     | États-Unis | Caeleb Dressel (47.26) Blake Pieroni (47.58) Bowe Becker (47.44) Zach Apple (46.69)                 | 3:08.97 |           |
| Médaille d'argent, Jeux olympiques  | 4     | Italie     | Alessandro Miressi (47.72) Thomas Ceccon (47.45) Lorenzo Zazzeri (47.31) Manuel Frigo (47.63)       | 3:10.11 | RN        |
| Médaille de bronze, Jeux olympiques | 3     | Australie  | Matthew Temple (48.07) Zac Incerti (47.55) Alexander Graham (48.16) Kyle Chalmers (46.44)           | 3:10.22 |           |
| 4                                   | 1     | Canada     | Brent Hayden (47.99) Joshua Liendo (47.51) Yuri Kisil (47.15) Markus Thormeyer (48.17)              | 3:10.82 | RN        |
| 5                                   | 7     | Hongrie    | Kristóf Milák (48.24) Szebasztián Szabó (47.44) Richárd Bohus (47.81) Nándor Németh (47.57)         | 3:11.06 | RN        |
| 6                                   | 6     | France     | Maxime Grousset (47.52) Florent Manaudou (47.62) Clément Mignon (48.01) Mehdy Metella (47.94)       | 3:11.09 |           |
| 7                                   | 8     | ROC        | Andreï Minakov (47.71) Vladislav Grinev (47.94) Vladimir Morozov (48.15) Kliment Kolesnikov (48.40) | 3:12.20 |           |
| 8                                   | 2     | Brésil     | Breno Correia (48.69) Pedro Spajari (48.24) Gabriel Santos (48.76) Marcelo Chierighini (47.72)      | 3:13.41 |           |